# Bahía de Sebastián Vizcaíno
Koordinaten: 28° 35′ N, 114° 38′ W
Die Bahía de Sebastián Vizcaíno ist eine weite Meeresbucht an der Westküste der mexikanischen Halbinsel Niederkalifornien. 
Mit einer Küstenlänge von rund 480 km ist sie eine der ausgedehntesten Buchten des Pazifischen Ozeans an der Westküste Nordamerikas. Anteile an der Bucht haben die mexikanischen Bundesstaaten Baja California und Baja California Sur. Zum Nordstaat gehört auch die Isla de Cedros, die größte Insel der Bucht, die für ihre zahlreichen See-Elefanten bekannt ist.
Der schmale Landzipfel Niederkaliforniens an der Bahía de Sebastián Vizcaíno ist von den Gebirgszügen Yubay, Calmalli sowie der Vizcaínokette durchzogen und daher wenig bevölkert. An den wenigen zugänglichen Punkten beobachten Tierfreunde jährlich in den Monaten Januar bis März die Liebesspiele der Grauwale, die auf Grund der Tragezeit von 13 Monaten gleichzeitig in der Bucht gebären. Teile der Bucht gelten als Schutzraum für Wale und wurden 1993 zum Weltkulturerbe erklärt.
Entdeckt wurde die Bahía de Sebastián Vizcaíno erstmals 1539 vom spanischen Seefahrer Francisco de Ulloa, benannt allerdings erst später nach dessen Landsmann Sebastián Vizcaíno.